# Yoon Jong-gyu
Đây là một tên người Triều Tiên, họ là Yoon.
Yoon Jong-gyu (Hán-Việt: Doãn Chính Khuê; sinh ngày 20 tháng 3 năm 1998) là một hậu vệ bóng đá Hàn Quốc thi đấu cho FC Seoul và Đội tuyển bóng đá U-23 quốc gia Hàn Quốc.